# Tour de Ski 2018/2019
Tour de Ski 2018/2019 – trzynasta edycja prestiżowej imprezy w biegach narciarskich, która odbywa się w dniach 29 grudnia 2018 – 6 stycznia 2019 na terytorium Włoch, Szwajcarii i Niemiec. Zawody zaliczane są do klasyfikacji generalnej Pucharu Świata. Obrońcami tytułów z poprzedniej edycji są: Norweżka Heidi Weng oraz Szwajcar Dario Cologna.

## Program zawodów
| Dzień      | Miejsce       | Konkurencja                                 | Początek  | Liczba uczestników |
| ---------- | ------------- | ------------------------------------------- | --------- | ------------------ |
| 29 grudnia | Toblach       | Sprint kobiet s. dowolnym                   | 14:30 CET | 75                 |
| 29 grudnia | Toblach       | Sprint mężczyzn s. dowolnym                 | 14:30 CET | 105                |
| 30 grudnia | Toblach       | 10 km kobiet s. dowolnym                    | 12:45 CET | 72                 |
| 30 grudnia | Toblach       | 15 km mężczyzn s. dowolnym                  | 14:45 CET | 103                |
| 1 stycznia | Val Müstair   | Sprint kobiet s. dowolnym                   | 12:00 CET | 68                 |
| 1 stycznia | Val Müstair   | Sprint mężczyzn s. dowolnym                 | 12:00 CET | 92                 |
| 2 stycznia | Oberstdorf    | 10 km kobiet s. klasycznym (start masowy)   | 12:00 CET | 47                 |
| 2 stycznia | Oberstdorf    | 15 km mężczyzn s. klasycznym (start masowy) | 14:00 CET | 70                 |
| 3 stycznia | Oberstdorf    | 15 km mężczyzn s. dowolnym (bieg pościgowy) | 13:05 CET | 60                 |
| 3 stycznia | Oberstdorf    | 10 km kobiet s. dowolnym (bieg pościgowy)   | 15:15 CET | 37                 |
| 5 stycznia | Val di Fiemme | 10 km kobiet s. klasycznym (start masowy)   | 14:00 CET | 31                 |
| 5 stycznia | Val di Fiemme | 15 km mężczyzn s. klasycznym (start masowy) | 15:10 CET | 45                 |
| 6 stycznia | Val di Fiemme | 9 km kobiet s. dowolnym (bieg pościgowy)    | 13:00 CET | 28                 |
| 6 stycznia | Val di Fiemme | 9 km mężczyzn s. dowolnym (bieg pościgowy)  | 14:45 CET | 43                 |

## Czołówki zawodów

### Kobiety
| Lp. | Data            | Miejscowość               | Dystans                            | 1. miejsce               | 2. miejsce               | 3. miejsce         |
| --- | --------------- | ------------------------- | ---------------------------------- | ------------------------ | ------------------------ | ------------------ |
| 1.  | 29 grudnia 2018 | Toblach                   | Sprint s. dowolnym                 | Stina Nilsson            | Ida Ingemarsdotter       | Jessica Diggins    |
| 2.  | 30 grudnia 2018 | Toblach                   | 10 km s. dowolnym                  | Natalja Niepriajewa      | Ingvild Flugstad Østberg | Anastasija Siedowa |
| 3.  | 1 stycznia 2019 | Val Müstair               | Sprint s. dowolnym                 | Stina Nilsson            | Sophie Caldwell          | Jessica Diggins    |
| 4.  | 2 stycznia 2019 | Oberstdorf                | 10 km s. klasycznym (start masowy) | Ingvild Flugstad Østberg | Natalja Niepriajewa      | Anastasija Siedowa |
| 5.  | 3 stycznia 2019 | Oberstdorf                | 10 km s. dowolnym (bieg pościgowy) | Ingvild Flugstad Østberg | Natalja Niepriajewa      | Jessica Diggins    |
| 6.  | 5 stycznia 2019 | Val di Fiemme             | 10 km s. klasycznym (start masowy) | Ingvild Flugstad Østberg | Natalja Niepriajewa      | Anastasija Siedowa |
| 7.  | 6 stycznia 2019 | Val di Fiemme/Alpe Cermis | 9 km s. dowolnym (bieg pościgowy)  | Ingvild Flugstad Østberg | Natalja Niepriajewa      | Krista Pärmäkoski  |

### Mężczyźni
| Lp. | Data            | Miejscowość               | Dystans                            | 1. miejsce             | 2. miejsce           | 3. miejsce           |
| --- | --------------- | ------------------------- | ---------------------------------- | ---------------------- | -------------------- | -------------------- |
| 1.  | 29 grudnia 2018 | Toblach                   | Sprint s. dowolnym                 | Johannes Høsflot Klæbo | Richard Jouve        | Lucas Chanavat       |
| 2.  | 30 grudnia 2018 | Toblach                   | 15 km s. dowolnym                  | Siergiej Ustiugow      | Simen Hegstad Krüger | Aleksandr Bolszunow  |
| 3.  | 1 stycznia 2019 | Val Müstair               | Sprint s. dowolnym                 | Johannes Høsflot Klæbo | Federico Pellegrino  | Siergiej Ustiugow    |
| 4.  | 2 stycznia 2019 | Oberstdorf                | 15 km s. klasycznym (start masowy) | Emil Iversen           | Francesco De Fabiani | Siergiej Ustiugow    |
| 5.  | 3 stycznia 2019 | Oberstdorf                | 15 km s. dowolnym (bieg pościgowy) | Johannes Høsflot Klæbo | Siergiej Ustiugow    | Aleksandr Bolszunow  |
| 6.  | 5 stycznia 2019 | Val di Fiemme             | 15 km s. klasycznym (start masowy) | Johannes Høsflot Klæbo | Francesco De Fabiani | Aleksandr Bolszunow  |
| 7.  | 6 stycznia 2019 | Val di Fiemme/Alpe Cermis | 9 km s. dowolnym (bieg pościgowy)  | Sjur Røthe             | Simen Hegstad Krüger | Andriej Mielniczenko |

## Kobiety

### Sprint s. dowolnym
29 grudnia 2018
 Toblach, Włochy
| Poz.      | Zawodniczka            | Reprezentacja     | Czas    |
| --------- | ---------------------- | ----------------- | ------- |
| 1.        | Stina Nilsson          | Szwecja           | 2:36,26 |
| 2.        | Ida Ingemarsdotter     | Szwecja           | +3,00   |
| 3.        | Jessica Diggins        | Stany Zjednoczone | +3,07   |
| 4.        | Julija Biełorukowa     | Rosja             | +3,16   |
| 5.        | Linn Sömskar           | Szwecja           | +3,26   |
| 6.        | Sadie Maubet Bjornsen  | Stany Zjednoczone | +3,40   |
| Półfinały |                        |                   |         |
| 7.        | Maiken Caspersen Falla | Norwegia          | —       |
| 8.        | Natalja Niepriajewa    | Rosja             | —       |
| 9.        | Sophie Caldwell        | Stany Zjednoczone | —       |
| 10.       | Lotta Udnes Weng       | Norwegia          | —       |
| 11.       | Laurien van der Graaff | Szwajcaria        | —       |
| 12.       | Krista Pärmäkoski      | Finlandia         | —       |
| ...       |                        |                   |         |
| 54.       | Urszula Łętocha        | Polska            | —       |

| Poz. | Zawodniczka        | Reprezentacja     | Czas   |
| ---- | ------------------ | ----------------- | ------ |
| 1.   | Stina Nilsson      | Szwecja           | 1:36,3 |
| 2.   | Ida Ingemarsdotter | Szwecja           | +9,0   |
| 3.   | Jessica Diggins    | Stany Zjednoczone | +13,0  |
| 4.   | Julija Biełorukowa | Rosja             | +15,7  |
| 5.   | Linn Sömskar       | Szwecja           | +15,7  |

| Poz. | Zawodniczka        | Reprezentacja     | Punkty |
| ---- | ------------------ | ----------------- | ------ |
| 1.   | Stina Nilsson      | Szwecja           | 60     |
| 2.   | Ida Ingemarsdotter | Szwecja           | 54     |
| 3.   | Jessica Diggins    | Stany Zjednoczone | 48     |

### 10 km s. dowolnym
30 grudnia 2018
 Toblach, Włochy
| Poz. | Zawodniczka              | Reprezentacja     | Czas    |
| ---- | ------------------------ | ----------------- | ------- |
| 1.   | Natalja Niepriajewa      | Rosja             | 23:19,9 |
| 2.   | Ingvild Flugstad Østberg | Norwegia          | +0,3    |
| 3.   | Anastasija Siedowa       | Rosja             | +10,9   |
| 4.   | Krista Pärmäkoski        | Finlandia         | +17,4   |
| 5.   | Heidi Weng               | Norwegia          | +21,2   |
| 6.   | Jessica Diggins          | Stany Zjednoczone | +27,2   |
| 7.   | Julija Biełorukowa       | Rosja             | +36,1   |
| 8.   | Nathalie von Siebenthal  | Szwajcaria        | +44,0   |
| 9.   | Kari Øyre Slind          | Norwegia          | +49,0   |
| 10.  | Katharina Hennig         | Niemcy            | +49,5   |
| ...  |                          |                   |         |
| 65.  | Urszula Łętocha          | Polska            | +3:16,2 |

| Poz. | Zawodniczka              | Reprezentacja     | Czas    |
| ---- | ------------------------ | ----------------- | ------- |
| 1.   | Natalja Niepriajewa      | Rosja             | 25:12,8 |
| 2.   | Jessica Diggins          | Stany Zjednoczone | +23,6   |
| 3.   | Ingvild Flugstad Østberg | Norwegia          | +28,3   |
| 4.   | Julija Biełorukowa       | Rosja             | +35,2   |
| 5.   | Krista Pärmäkoski        | Finlandia         | +44,0   |

| Poz. | Zawodniczka        | Reprezentacja     | Punkty |
| ---- | ------------------ | ----------------- | ------ |
| 1.   | Stina Nilsson      | Szwecja           | 60     |
| 2.   | Ida Ingemarsdotter | Szwecja           | 54     |
| 3.   | Jessica Diggins    | Stany Zjednoczone | 48     |

### Sprint s. dowolnym
1 stycznia 2019
 Val Müstair, Szwajcaria
| Poz.      | Zawodniczka              | Reprezentacja     | Czas    |
| --------- | ------------------------ | ----------------- | ------- |
| 1.        | Stina Nilsson            | Szwecja           | 3:31,91 |
| 2.        | Sophie Caldwell          | Stany Zjednoczone | +2,27   |
| 3.        | Jessica Diggins          | Stany Zjednoczone | +2,27   |
| 4.        | Ingvild Flugstad Østberg | Norwegia          | +3,54   |
| 5.        | Maiken Caspersen Falla   | Norwegia          | +4,58   |
| 6.        | Lotta Udnes Weng         | Norwegia          | +20,73  |
| Półfinały |                          |                   |         |
| 7.        | Anamarija Lampič         | Słowenia          | —       |
| 8.        | Julija Biełorukowa       | Rosja             | —       |
| 9.        | Astrid Jacobsen          | Norwegia          | —       |
| 10.       | Tiril Udnes Weng         | Norwegia          | —       |
| 11.       | Alenka Čebašek           | Słowenia          | —       |
| 12.       | Ida Ingemarsdotter       | Szwecja           | —       |
| ...       |                          |                   |         |
| 62.       | Urszula Łętocha          | Polska            | —       |

| Poz. | Zawodniczka              | Reprezentacja     | Czas    |
| ---- | ------------------------ | ----------------- | ------- |
| 1.   | Jessica Diggins          | Stany Zjednoczone | 28:25,6 |
| 2.   | Ingvild Flugstad Østberg | Norwegia          | +1,1    |
| 3.   | Natalja Niepriajewa      | Rosja             | +15,1   |
| 4.   | Julija Biełorukowa       | Rosja             | +31,8   |
| 5.   | Ida Ingemarsdotter       | Szwecja           | +51,9   |

| Poz. | Zawodniczka     | Reprezentacja     | Punkty |
| ---- | --------------- | ----------------- | ------ |
| 1.   | Stina Nilsson   | Szwecja           | 120    |
| 2.   | Jessica Diggins | Stany Zjednoczone | 96     |
| 3.   | Sophie Caldwell | Stany Zjednoczone | 82     |

### 10 km s. klasycznym (start masowy)
2 stycznia 2019
 Oberstdorf, Niemcy
| Poz. | Zawodniczka              | Reprezentacja | Czas    |
| ---- | ------------------------ | ------------- | ------- |
| 1.   | Ingvild Flugstad Østberg | Norwegia      | 32:08,9 |
| 2.   | Natalja Niepriajewa      | Rosja         | +0,1    |
| 3.   | Anastasija Siedowa       | Rosja         | +5,3    |
| 4.   | Astrid Jacobsen          | Norwegia      | +12,9   |
| 5.   | Krista Pärmäkoski        | Finlandia     | +15,9   |
| 6.   | Julija Biełorukowa       | Rosja         | +16,2   |
| 7.   | Teresa Stadlober         | Austria       | +20,6   |
| 8.   | Heidi Weng               | Norwegia      | +23,6   |
| 9.   | Katharina Hennig         | Niemcy        | +56,5   |
| 10.  | Stina Nilsson            | Szwecja       | +56,6   |
| ...  |                          |               |         |
| 45.  | Urszula Łętocha          | Polska        | +4:19,8 |

| Poz. | Zawodniczka              | Reprezentacja     | Czas      |
| ---- | ------------------------ | ----------------- | --------- |
| 1.   | Ingvild Flugstad Østberg | Norwegia          | 1:00:05,6 |
| 2.   | Natalja Niepriajewa      | Rosja             | +24,1     |
| 3.   | Julija Biełorukowa       | Rosja             | +1:10,9   |
| 4.   | Jessica Diggins          | Stany Zjednoczone | +1:26,3   |
| 5.   | Krista Pärmäkoski        | Finlandia         | +1:29,7   |

| Poz. | Zawodniczka              | Reprezentacja     | Punkty |
| ---- | ------------------------ | ----------------- | ------ |
| 1.   | Stina Nilsson            | Szwecja           | 120    |
| 2.   | Jessica Diggins          | Stany Zjednoczone | 97     |
| 3.   | Ingvild Flugstad Østberg | Norwegia          | 94     |

### 10 km s. dowolnym (bieg pościgowy)
3 stycznia 2019
 Oberstdorf, Niemcy
| Poz. | Zawodniczka              | Reprezentacja     | Czas    |
| ---- | ------------------------ | ----------------- | ------- |
| 1.   | Ingvild Flugstad Østberg | Norwegia          | 26:21,2 |
| 2.   | Natalja Niepriajewa      | Rosja             | +30,4   |
| 3.   | Jessica Diggins          | Stany Zjednoczone | +1:12,6 |
| 4.   | Julija Biełorukowa       | Rosja             | +1:12,7 |
| 5.   | Krista Pärmäkoski        | Finlandia         | +1:23,6 |
| 6.   | Anastasija Siedowa       | Rosja             | +2:18,3 |
| 7.   | Heidi Weng               | Norwegia          | +3:00,7 |
| 8.   | Kari Øyre Slind          | Norwegia          | +3:36,1 |
| 9.   | Teresa Stadlober         | Austria           | +3:36,6 |
| 10.  | Lotta Udnes Weng         | Norwegia          | +3:49,7 |

| Poz. | Zawodniczka              | Reprezentacja     | Czas      |
| ---- | ------------------------ | ----------------- | --------- |
| 1.   | Ingvild Flugstad Østberg | Norwegia          | 1:26:11,8 |
| 2.   | Natalja Niepriajewa      | Rosja             | +35,4     |
| 3.   | Jessica Diggins          | Stany Zjednoczone | +1:22,6   |
| 4.   | Julija Biełorukowa       | Rosja             | +1:27,7   |
| 5.   | Krista Pärmäkoski        | Finlandia         | +1:38,6   |

| Poz. | Zawodniczka              | Reprezentacja     | Punkty |
| ---- | ------------------------ | ----------------- | ------ |
| 1.   | Ingvild Flugstad Østberg | Norwegia          | 109    |
| 2.   | Jessica Diggins          | Stany Zjednoczone | 102    |
| 3.   | Natalja Niepriajewa      | Rosja             | 83     |

### 10 km s. klasycznym (start masowy)
5 stycznia 2019
 Val di Fiemme, Włochy
| Poz. | Zawodniczka              | Reprezentacja     | Czas    |
| ---- | ------------------------ | ----------------- | ------- |
| 1.   | Ingvild Flugstad Østberg | Norwegia          | 29:34,4 |
| 2.   | Natalja Niepriajewa      | Rosja             | +10,0   |
| 3.   | Anastasija Siedowa       | Rosja             | +10,8   |
| 4.   | Krista Pärmäkoski        | Finlandia         | +12,5   |
| 5.   | Julija Biełorukowa       | Rosja             | +39,7   |
| 6.   | Heidi Weng               | Norwegia          | +1:10,0 |
| 7.   | Jessica Diggins          | Stany Zjednoczone | +1:19,3 |
| 8.   | Anamarija Lampič         | Słowenia          | +1:36,8 |
| 9.   | Moa Molander Kristiansen | Szwecja           | +1:36,9 |
| 10.  | Laura Mononen            | Finlandia         | +1:36,9 |

| Poz. | Zawodniczka              | Reprezentacja | Czas      |
| ---- | ------------------------ | ------------- | --------- |
| 1.   | Ingvild Flugstad Østberg | Norwegia      | 1:55:16,2 |
| 2.   | Natalja Niepriajewa      | Rosja         | +53,4     |
| 3.   | Krista Pärmäkoski        | Finlandia     | +2:13,1   |
| 4.   | Julija Biełorukowa       | Rosja         | +2:27,4   |
| 5.   | Anastasija Siedowa       | Rosja         | +3:03,6   |

| Poz. | Zawodniczka              | Reprezentacja     | Punkty |
| ---- | ------------------------ | ----------------- | ------ |
| 1.   | Ingvild Flugstad Østberg | Norwegia          | 139    |
| 2.   | Jessica Diggins          | Stany Zjednoczone | 106    |
| 3.   | Natalja Niepriajewa      | Rosja             | 105    |

### 9 km s. dowolnym (bieg pościgowy)
6 stycznia 2019
 Val di Fiemme/Alpe Cermis, Włochy
| Poz. | Zawodniczka              | Reprezentacja | Czas      |
| ---- | ------------------------ | ------------- | --------- |
| 1.   | Ingvild Flugstad Østberg | Norwegia      | 2:30:31,2 |
| 2.   | Krista Pärmäkoski        | Finlandia     | +42,8     |
| 3.   | Anastasija Siedowa       | Rosja         | +49,6     |
| 4.   | Anna Nieczajewska        | Rosja         | +57,2     |
| 5.   | Laura Mononen            | Finlandia     | +1:10,9   |
| 6.   | Marija Istomina          | Rosja         | +1:29,7   |
| 7.   | Nathalie von Siebenthal  | Szwajcaria    | +1:38,3   |
| 8.   | Lisa Vinsa               | Szwecja       | +1:38,7   |
| 9.   | Masako Ishida            | Japonia       | +1:46,3   |
| 10.  | Natalja Niepriajewa      | Rosja         | +1:48,6   |

| Poz. | Zawodniczka              | Reprezentacja     | Punkty |
| ---- | ------------------------ | ----------------- | ------ |
| 1.   | Ingvild Flugstad Østberg | Norwegia          | 139    |
| 2.   | Jessica Diggins          | Stany Zjednoczone | 106    |
| 3.   | Natalja Niepriajewa      | Rosja             | 105    |

### Klasyfikacja końcowa Tour de Ski
| Wyniki biegu \| Poz. \| Zawodniczka \| Reprezentacja \| Czas \| \| ---- \| ------------------------ \| ----------------- \| ------- \| \| 1. \| Ingvild Flugstad Østberg \| Norwegia \| 35:15,0 \| \| 2. \| Natalja Niepriajewa \| Rosja \| +2:42,0 \| \| 3. \| Krista Pärmäkoski \| Finlandia \| +2:55,9 \| \| 4. \| Anastasija Siedowa \| Rosja \| +3:53,2 \| \| 5. \| Julija Biełorukowa \| Rosja \| +4:47,4 \| \| 6. \| Jessica Diggins \| Stany Zjednoczone \| +5:13,5 \| \| 7. \| Heidi Weng \| Norwegia \| +6:49,3 \| \| 8. \| Masako Ishida \| Japonia \| +9:16,2 \| \| 9. \| Kari Øyre Slind \| Norwegia \| +9:30,5 \| \| 10. \| Marija Istomina \| Rosja \| +9:45,0 \| |                          |                   |         |
| Poz. | Zawodniczka              | Reprezentacja     | Czas    |
| 1. | Ingvild Flugstad Østberg | Norwegia          | 35:15,0 |
| 2. | Natalja Niepriajewa      | Rosja             | +2:42,0 |
| 3. | Krista Pärmäkoski        | Finlandia         | +2:55,9 |
| 4. | Anastasija Siedowa       | Rosja             | +3:53,2 |
| 5. | Julija Biełorukowa       | Rosja             | +4:47,4 |
| 6. | Jessica Diggins          | Stany Zjednoczone | +5:13,5 |
| 7. | Heidi Weng               | Norwegia          | +6:49,3 |
| 8. | Masako Ishida            | Japonia           | +9:16,2 |
| 9. | Kari Øyre Slind          | Norwegia          | +9:30,5 |
| 10. | Marija Istomina          | Rosja             | +9:45,0 |

### Nie ukończyły

#### Rezygnacje
- Tereza Beranová – po I etapie
- Anna Comarella – po II etapie
- Ilaria Debertolis – po II etapie
- Francesca Franchi – po II etapie
- Cristina Pittin – po II etapie
- Dahria Beatty – po III etapie
- Elisa Brocard – po III etapie
- Sophie Caldwell – po III etapie
- Alice Canclini – po III etapie
- Laura Chamiot-Maitral – po III etapie
- Karen Chanloung – po III etapie
- Delphine Claudel – po III etapie
- Patrīcija Eiduka – po III etapie
- Vesna Fabjan – po III etapie
- Laurien van der Graaff – po III etapie
- Ida Ingemarsdotter – po III etapie
- Greta Laurent – po III etapie
- Vedrana Malec – po III etapie
- Sandra Ringwald – po III etapie
- Elisabeth Schicho – po III etapie
- Lisa Unterweger – po III etapie
- Eva Urevc – po III etapie
- Katja Višnar – po III etapie
- Dinige’er Yilamujiang – po III etapie
- Laura Gimmler – po IV etapie
- Katharina Hennig – po IV etapie
- Urszula Łętocha – po IV etapie
- Stina Nilsson – po IV etapie
- Silje Øyre Slind – po IV etapie
- Anna Svendsen – po IV etapie
- Sadie Maubet Bjornsen – po V etapie
- Victoria Carl – po V etapie
- Nadine Fähndrich – po V etapie

#### Niewystartowanie w etapie
- Mari Eder – II etap
- Kateřina Janatová – II etap
- Maiken Caspersen Falla – IV etap
- Linn Sömskar – IV etap
- Julia Belger – V etap
- Astrid Jacobsen – V etap
- Teresa Stadlober – VI etap
- Anne Kyllönen – VI etap
- Maria Nordström – VII etap
- Lotta Udnes Weng – VII etap

#### Nieukończenie etapu
- Mari Eide – IV etap
- Susanna Saapunki – IV etap
- Anna Żerebjatiewa – VI etap

#### Zdublowanie
- Tetiana Antypenko – na V etapie

## Mężczyźni

### Sprint s. dowolnym
29 grudnia 2018
 Toblach, Włochy
| Poz.      | Zawodnik               | Reprezentacja | Czas    |
| --------- | ---------------------- | ------------- | ------- |
| 1.        | Johannes Høsflot Klæbo | Norwegia      | 2:17,99 |
| 2.        | Richard Jouve          | Francja       | +0,34   |
| 3.        | Lucas Chanavat         | Francja       | +0,39   |
| 4.        | Sindre Bjørnestad Skar | Norwegia      | +0,76   |
| 5.        | Emil Iversen           | Norwegia      | +1,67   |
| 6.        | Aleksandr Bolszunow    | Rosja         | +3,17   |
| Półfinały |                        |               |         |
| 7.        | Federico Pellegrino    | Włochy        | —       |
| 8.        | Eirik Brandsdal        | Norwegia      | —       |
| 9.        | Oskar Svensson         | Szwecja       | —       |
| 10.       | Finn Hågen Krogh       | Norwegia      | —       |
| 11.       | Maciej Staręga         | Polska        | —       |
| 12.       | Karl-Johan Westberg    | Szwecja       | —       |
| ...       |                        |               |         |
| 45.       | Kamil Bury             | Polska        | —       |
| 52.       | Dominik Bury           | Polska        | —       |

| Poz. | Zawodnik               | Reprezentacja | Czas   |
| ---- | ---------------------- | ------------- | ------ |
| 1.   | Johannes Høsflot Klæbo | Norwegia      | 2:16,8 |
| 2.   | Richard Jouve          | Francja       | +8,0   |
| 3.   | Lucas Chanavat         | Francja       | +13,2  |
| 4.   | Sindre Bjørnestad Skar | Norwegia      | +16,3  |
| 5.   | Emil Iversen           | Norwegia      | +18,6  |

| Poz. | Zawodnik               | Reprezentacja | Punkty |
| ---- | ---------------------- | ------------- | ------ |
| 1.   | Johannes Høsflot Klæbo | Norwegia      | 60     |
| 2.   | Richard Jouve          | Francja       | 54     |
| 3.   | Lucas Chanavat         | Francja       | 48     |

### 15 km s. dowolnym
30 grudnia 2018
 Toblach, Włochy
| Poz. | Zawodnik               | Reprezentacja | Czas    |
| ---- | ---------------------- | ------------- | ------- |
| 1.   | Siergiej Ustiugow      | Rosja         | 30:34,1 |
| 2.   | Simen Hegstad Krüger   | Norwegia      | +12,2   |
| 3.   | Aleksandr Bolszunow    | Rosja         | +21,9   |
| 4.   | Andriej Mielniczenko   | Rosja         | +27,4   |
| 5.   | Didrik Tønseth         | Norwegia      | +28,0   |
| 6.   | Clément Parisse        | Francja       | +30,1   |
| 7.   | Dienis Spicow          | Rosja         | +33,7   |
| 8.   | Calle Halfvarsson      | Szwecja       | +43,0   |
| 9.   | Florian Notz           | Niemcy        | +44,9   |
| 10.  | Martin Johnsrud Sundby | Norwegia      | +45,2   |
| ...  |                        |               |         |
| 48.  | Dominik Bury           | Polska        | +1:47,5 |
| 84.  | Kamil Bury             | Polska        | +3:26,5 |
| 98.  | Maciej Staręga         | Polska        | +4:50,1 |

| Poz. | Zawodnik               | Reprezentacja | Czas    |
| ---- | ---------------------- | ------------- | ------- |
| 1.   | Aleksandr Bolszunow    | Rosja         | 32:29,2 |
| 2.   | Siergiej Ustiugow      | Rosja         | +6,0    |
| 3.   | Johannes Høsflot Klæbo | Norwegia      | +10,3   |
| 4.   | Simen Hegstad Krüger   | Norwegia      | +30,5   |
| 5.   | Emil Iversen           | Norwegia      | +38,1   |

| Poz. | Zawodnik               | Reprezentacja | Punkty |
| ---- | ---------------------- | ------------- | ------ |
| 1.   | Johannes Høsflot Klæbo | Norwegia      | 60     |
| 2.   | Richard Jouve          | Francja       | 54     |
| 3.   | Lucas Chanavat         | Francja       | 48     |

### Sprint s. dowolnym
1 stycznia 2019
 Val Müstair, Szwajcaria
| Poz.      | Zawodnik               | Reprezentacja | Czas    |
| --------- | ---------------------- | ------------- | ------- |
| 1.        | Johannes Høsflot Klæbo | Norwegia      | 3:03,78 |
| 2.        | Federico Pellegrino    | Włochy        | +2,35   |
| 3.        | Siergiej Ustiugow      | Rosja         | +3,07   |
| 4.        | Richard Jouve          | Francja       | +3,08   |
| 5.        | Emil Iversen           | Norwegia      | +3,61   |
| 6.        | Sindre Bjørnestad Skar | Norwegia      | +43,00  |
| Półfinały |                        |               |         |
| 7.        | Aleksandr Bolszunow    | Rosja         | —       |
| 8.        | Dominik Baldauf        | Austria       | —       |
| 9.        | Oskar Svensson         | Szwecja       | —       |
| 10.       | Roman Furger           | Szwajcaria    | —       |
| 11.       | Lucas Chanavat         | Francja       | —       |
| 12.       | Finn Hågen Krogh       | Norwegia      | —       |
| ...       |                        |               |         |
| 29.       | Maciej Staręga         | Polska        | —       |
| 80.       | Kamil Bury             | Polska        | —       |

| Poz. | Zawodnik               | Reprezentacja | Czas    |
| ---- | ---------------------- | ------------- | ------- |
| 1.   | Johannes Høsflot Klæbo | Norwegia      | 34:44,1 |
| 2.   | Siergiej Ustiugow      | Rosja         | +12,0   |
| 3.   | Aleksandr Bolszunow    | Rosja         | +25,1   |
| 4.   | Emil Iversen           | Norwegia      | +45,6   |
| 5.   | Sindre Bjørnestad Skar | Norwegia      | +58,5   |

| Poz. | Zawodnik               | Reprezentacja | Punkty |
| ---- | ---------------------- | ------------- | ------ |
| 1.   | Johannes Høsflot Klæbo | Norwegia      | 120    |
| 2.   | Richard Jouve          | Francja       | 100    |
| 3.   | Emil Iversen           | Norwegia      | 88     |

### 15 km s. klasycznym (start masowy)
2 stycznia 2019
 Oberstdorf, Niemcy
| Poz. | Zawodnik               | Reprezentacja | Czas    |
| ---- | ---------------------- | ------------- | ------- |
| 1.   | Emil Iversen           | Norwegia      | 45:30,3 |
| 2.   | Francesco De Fabiani   | Włochy        | +0,9    |
| 3.   | Siergiej Ustiugow      | Rosja         | +2,0    |
| 4.   | Sjur Røthe             | Norwegia      | +2,1    |
| 5.   | Calle Halfvarsson      | Szwecja       | +3,2    |
| 6.   | Didrik Tønseth         | Norwegia      | +3,6    |
| 7.   | Jewgienij Biełow       | Rosja         | +4,4    |
| 8.   | Andriej Łarkow         | Rosja         | +5,5    |
| 9.   | Johannes Høsflot Klæbo | Norwegia      | +5,6    |
| 10.  | Maksim Wylegżanin      | Rosja         | +6,8    |

| Poz. | Zawodniczka            | Reprezentacja | Czas      |
| ---- | ---------------------- | ------------- | --------- |
| 1.   | Johannes Høsflot Klæbo | Norwegia      | 1:20:08,0 |
| 2.   | Siergiej Ustiugow      | Rosja         | +15,4     |
| 3.   | Emil Iversen           | Norwegia      | +31,0     |
| 4.   | Aleksandr Bolszunow    | Rosja         | +46,6     |
| 5.   | Sindre Bjørnestad Skar | Norwegia      | +1:20,7   |

| Poz. | Zawodniczka            | Reprezentacja | Punkty |
| ---- | ---------------------- | ------------- | ------ |
| 1.   | Johannes Høsflot Klæbo | Norwegia      | 132    |
| 2.   | Emil Iversen           | Norwegia      | 109    |
| 3.   | Sindre Bjørnestad Skar | Norwegia      | 88     |

### 15 km s. dowolnym (bieg pościgowy)
3 stycznia 2019
 Oberstdorf, Niemcy
| Poz. | Zawodnik               | Reprezentacja | Czas    |
| ---- | ---------------------- | ------------- | ------- |
| 1.   | Johannes Høsflot Klæbo | Norwegia      | 35:07,5 |
| 2.   | Siergiej Ustiugow      | Rosja         | +0,4    |
| 3.   | Aleksandr Bolszunow    | Rosja         | +1:08,2 |
| 4.   | Sindre Bjørnestad Skar | Norwegia      | +1:41,5 |
| 5.   | Simen Hegstad Krüger   | Norwegia      | +1:42,5 |
| 6.   | Francesco De Fabiani   | Włochy        | +1:56,9 |
| 7.   | Calle Halfvarsson      | Szwecja       | +1:57,4 |
| 8.   | Finn Hågen Krogh       | Norwegia      | +1:58,3 |
| 9.   | Andriej Mielniczenko   | Rosja         | +1:59,2 |
| 10.  | Clément Parisse        | Francja       | +2:00,2 |

| Poz. | Zawodnik               | Reprezentacja | Czas      |
| ---- | ---------------------- | ------------- | --------- |
| 1.   | Johannes Høsflot Klæbo | Norwegia      | 1:55:00,5 |
| 2.   | Siergiej Ustiugow      | Rosja         | +5,4      |
| 3.   | Aleksandr Bolszunow    | Rosja         | +1:18,2   |
| 4.   | Sindre Bjørnestad Skar | Norwegia      | +1:56,5   |
| 5.   | Simen Hegstad Krüger   | Norwegia      | +1:57,5   |

| Poz. | Zawodnik               | Reprezentacja | Punkty |
| ---- | ---------------------- | ------------- | ------ |
| 1.   | Johannes Høsflot Klæbo | Norwegia      | 147    |
| 2.   | Aleksandr Bolszunow    | Rosja         | 88     |
| 3.   | Sindre Bjørnestad Skar | Norwegia      | 88     |

### 15 km s. klasycznym (start masowy)
5 stycznia 2019
 Val di Fiemme, Włochy
| Poz. | Zawodnik               | Reprezentacja   | Czas    |
| ---- | ---------------------- | --------------- | ------- |
| 1.   | Johannes Høsflot Klæbo | Norwegia        | 40:52,6 |
| 2.   | Francesco De Fabiani   | Włochy          | +0,6    |
| 3.   | Aleksandr Bolszunow    | Rosja           | +2,6    |
| 4.   | Andriej Łarkow         | Rosja           | +3,4    |
| 5.   | Maksim Wylegżanin      | Rosja           | +4,6    |
| 6.   | Andriej Sobakariow     | Rosja           | +6,3    |
| 7.   | Hans Christer Holund   | Norwegia        | +13,0   |
| 8.   | Dienis Spicow          | Rosja           | +27,1   |
| 9.   | Andrew Musgrave        | Wielka Brytania | +29,0   |
| 10.  | Martin Johnsrud Sundby | Norwegia        | +29,9   |

| Poz. | Zawodnik               | Reprezentacja | Czas      |
| ---- | ---------------------- | ------------- | --------- |
| 1.   | Johannes Høsflot Klæbo | Norwegia      | 2:35:08,1 |
| 2.   | Siergiej Ustiugow      | Rosja         | +1:20,4   |
| 3.   | Aleksandr Bolszunow    | Rosja         | +1:43,8   |
| 4.   | Francesco De Fabiani   | Włochy        | +2:40,5   |
| 5.   | Simen Hegstad Krüger   | Norwegia      | +3:06,8   |

| Poz. | Zawodnik               | Reprezentacja | Punkty |
| ---- | ---------------------- | ------------- | ------ |
| 1.   | Johannes Høsflot Klæbo | Norwegia      | 192    |
| 2.   | Aleksandr Bolszunow    | Rosja         | 110    |
| 3.   | Siergiej Ustiugow      | Rosja         | 96     |

### 9 km s. dowolnym (bieg pościgowy)
6 stycznia 2019  Val di Fiemme/Alpe Cermis, Włochy
| Poz. | Zawodniczka             | Reprezentacja | Czas    |
| ---- | ----------------------- | ------------- | ------- |
| 1.   | Sjur Røthe              | Norwegia      | 30:32,0 |
| 2.   | Simen Hegstad Krüger    | Norwegia      | +1,3    |
| 3.   | Andriej Mielniczenko    | Rosja         | +28,6   |
| 4.   | Jules Lapierre          | Francja       | +29,8   |
| 5.   | Florian Notz            | Niemcy        | +45,8   |
| 6.   | Hans Christer Holund    | Norwegia      | +51,4   |
| 7.   | Andriej Łarkow          | Rosja         | +53,6   |
| 8.   | Dienis Spicow           | Rosja         | +56,3   |
| 9.   | Martin Johnsrud Sundby  | Norwegia      | +56,6   |
| 10.  | Irineu Esteve Altimiras | Andora        | +1:09,9 |

| Poz. | Zawodnik               | Reprezentacja | Punkty |
| ---- | ---------------------- | ------------- | ------ |
| 1.   | Johannes Høsflot Klæbo | Norwegia      | 192    |
| 2.   | Aleksandr Bolszunow    | Rosja         | 110    |
| 3.   | Siergiej Ustiugow      | Rosja         | 96     |

### Klasyfikacja końcowa Tour de Ski
| Wyniki biegu \| Poz. \| Zawodniczka \| Reprezentacja \| Czas \| \| ---- \| ---------------------- \| ----------------- \| --------- \| \| 1. \| Johannes Høsflot Klæbo \| Norwegia \| 3:07:59,4 \| \| 2. \| Siergiej Ustiugow \| Rosja \| +16,7 \| \| 3. \| Simen Hegstad Krüger \| Norwegia \| +48,8 \| \| 4. \| Sjur Røthe \| Norwegia \| +1:05,3 \| \| 5. \| Aleksandr Bolszunow \| Rosja \| +1:26,6 \| \| 6. \| Andriej Mielniczenko \| Stany Zjednoczone \| +1:37,7 \| \| 7. \| Martin Johnsrud Sundby \| Norwegia \| +2:04,7 \| \| 8. \| Dienis Spicow \| Rosja \| +2:05,9 \| \| 9. \| Francesco De Fabiani \| Włochy \| +2:18,5 \| \| 10. \| Andriej Łarkow \| Rosja \| +2:34,6 \| |                        |                   |           |
| Poz. | Zawodniczka            | Reprezentacja     | Czas      |
| 1. | Johannes Høsflot Klæbo | Norwegia          | 3:07:59,4 |
| 2. | Siergiej Ustiugow      | Rosja             | +16,7     |
| 3. | Simen Hegstad Krüger   | Norwegia          | +48,8     |
| 4. | Sjur Røthe             | Norwegia          | +1:05,3   |
| 5. | Aleksandr Bolszunow    | Rosja             | +1:26,6   |
| 6. | Andriej Mielniczenko   | Stany Zjednoczone | +1:37,7   |
| 7. | Martin Johnsrud Sundby | Norwegia          | +2:04,7   |
| 8. | Dienis Spicow          | Rosja             | +2:05,9   |
| 9. | Francesco De Fabiani   | Włochy            | +2:18,5   |
| 10. | Andriej Łarkow         | Rosja             | +2:34,6   |

### Nie ukończyli

#### Rezygnacje
- Jan Pechoušek – po I etapie
- Dominik Bury – po II etapie
- Simone Dapra – po II etapie
- Matti Heikkinen – po III etapie
- Claudio Muller – po II etapie
- Luis Stadlober – po II etapie
- Martin Vögeli – po II etapie
- Dominik Baldauf – po III etapie
- Kevin Bolger – po III etapie
- Kamil Bury – po III etapie
- Lucas Chanavat – po III etapie
- Mark Chanloung – po III etapie
- James Clugnet – po III etapie
- Roman Furger – po III etapie
- Baptiste Gros – po III etapie
- Tobias Habenicht – po III etapie
- Simi Hamilton – po III etapie
- Jovian Hediger – po III etapie
- Renaud Jay – po III etapie
- Richard Jouve – po III etapie
- Erwan Käser – po III etapie
- Entemake Maowulietibieke – po III etapie
- Enrico Nizzi – po III etapie
- Max Olex – po III etapie
- Federico Pellegrino – po III etapie
- Roman Schaad – po III etapie
- Miha Šimenc – po III etapie
- Maciej Staręga – po III etapie
- Stefan Zelger – po III etapie
- Eirik Brandsdal – po IV etapie
- Ristomatti Hakola – po IV etapie
- Emil Iversen – po IV etapie
- Teodor Peterson – po IV etapie
- Aleksiej Połtoranin – po IV etapie
- Lauri Vuorinen – po IV etapie
- Thomas Wick – po IV etapie
- Livio Bieler – po V etapie
- Janosch Brugger – po V etapie
- Sebastian Eisenlauer – po V etapie
- Alex Harvey – po V etapie
- Beda Klee – po V etapie
- Raido Ränkel – po V etapie
- Jason Rüesch – po V etapie
- Sindre Bjørnestad Skar – po V etapie
- Karel Tammjärv – po V etapie
- Bob Thompson – po V etapie
- Len Väljas – po V etapie
- Dietmar Nöckler – po VI etapie

#### Niewystartowanie w etapie
- Max Hauke – II etap
- Andrew Young – III etap
- Erik Bjornsen – III etap
- Thomas Bing – V etap
- Maicol Rastelli – V etap
- Gleb Rietiwych – V etap
- Oskar Svensson – VI etap
- Dario Cologna – VII etap

#### Nieukończenie etapu
- Jewgienij Biełow – V etap
- Valentin Mättig – V etap

#### Zdublowanie
- Ołeksij Krasowski – na V etapie

#### Przekroczenie limitu czasu
- Marko Kilp – II etap
- Michael Biedermann – II etap
- Edi Dadić – II etap